# Calcaire argileux
Un calcaire argileux est une roche sédimentaire, mélange de calcaire (CaCO3) dans une proportion de 95 à 65 % et d'argile dans une proportion de 5 à 35 %. 

## Terminologie
| Teneur en calcaire en % | 100 - 95 | 95 - 65           | 65 - 35 | 35 - 5          | 5 - 0  |
| ----------------------- | -------- | ----------------- | ------- | --------------- | ------ |
| Roches                  | Calcaire | Calcaire argileux | Marne   | Argile calcaire | Argile |

Les termes de « calcaire marneux » ou de « marne calcaire», parfois utilisés, sont impropres car ils associent un des élements constitutifs (le calcaire) avec un mélange de calcaire et d'argile (marne).

## Aspects géologiques
La présence de calcaire est due à la décomposition de sédiments.
On trouve quelquefois le calcaire argileux présent dans une alternance de strates avec des marnes ; c'est un type de formation marno-calcaire. Un exemple de ce type de formation est celui du calcaire à gryphées de Sainte-Mère-Église datant du Sinémurien, dont chacune des doubles strates correspond à une durée de formation de dix mille ans environ.

## Caractéristiques physico-chimiques
En fonction de la distribution de l'argile au sein du calcaire, les caractéristiques mécaniques et la résistance à l'eau varient fortement.

## Utilisation par l'homme
Le calcaire argileux, chauffé à une température comprise entre 600 °C et 800 °C, a longtemps été utilisé pour produire de la chaux hydraulique. Porté à 900 °C, il permet d'obtenir du ciment romain à prise rapide et à 1 200 °C du ciment Portland à prise lente.